# Thea van Rijnsoever
Theodora Maria "Thea" van Rijnsoever (nascida em 27 de novembro de 1956) é uma ex-ciclista holandesa. Nos Jogos Olímpicos de 1984 em Los Angeles, competiu na prova de estrada feminina, terminando na 39ª posição.